# Lijst van grensoverschrijdende parken en reservaten
Zie ook Lijst van parken en reservaten

## Internationale parken en reservaten

### A
- Ai-Ais Richtersveld (Namibië, Zuid-Afrika)
- La Amistad International Park (Costa Rica, Panama)

### G
- Great Limpopo (Mozambique, Zimbabwe, Zuid-Afrika)
- Grenspark De Zoom-Kalmthoutse Heide (België, Nederland)

### K
- Kgalagadi (Zuid-Afrika, Botswana)

### L
- Limpopo Shashe (Botswana, Zimbabwe, Zuid-Afrika)
- Lubombo (Mozambique, Swaziland, Zuid-Afrika)

### M
- Maloti-Drakensberg (Lesotho, Zuid-Afrika)
- Nationaal Park De Meinweg (Nederland, Duitsland)

### W
- Waterton Glacier International Peace Park (Nationaal park Waterton Lakes in Canada en Glacier National Park in de Verenigde Staten)